# Lumban Garaga
Lumban Garaga is een bestuurslaag in het regentschap Tapanuli Utara van de provincie Noord-Sumatra, Indonesië. Lumban Garaga telt 516 inwoners (volkstelling 2010).